# Bugulidae
Famille
Les Bugulidae sont une famille de Bryozoaires de l'ordre des Cheilostomatida.

## Liste des genres
Selon World Register of Marine Species (21 mars 2016) :
- genre Bicellariella Levinsen, 1909
- genre Bicellarina Levinsen, 1909
- genre Brettiella Gordon, 1984
- genre Bugula Oken, 1815
- genre Bugularia Levinsen, 1909
- genre Bugulella Verrill, 1879
- genre Bugulina Gray, 1848
- genre Bugulopsis Verrill, 1879
- genre Calyptozoum Harmer, 1926
- genre Camptoplites Harmer, 1923
- genre Caulibugula Verrill, 1900
- genre Cornucopina Levinsen, 1909
- genre Corynoporella Hincks, 1888
- genre Crisularia Gray, 1848
- genre Cuneiforma d'Hondt & Schopf, 1984
- genre Dendrobeania Levinsen, 1909
- genre Dimetopia Busk, 1852
- genre Falsibugulella Liu, 1984
- genre Farciminellopsis Silén, 1942
- genre Halophila Gray, 1843
- genre Himantozoum Harmer, 1923
- genre Himantozoumella d'Hondt & Schopf, 1984
- genre Kinetoskias Daniellsen, 1868
- genre Klugella Hastings, 1943
- genre Luguba Gordon, 1984
- genre Nordgaardia Kluge, 1962
- genre Semidendrobeania d'Hondt & Schopf, 1984
- genre Semikinetoskias Silén, 1941
- genre Sessibugula Osburn, 1950
- genre Thaminozoum d'Hondt & Gordon, 1996
- genre Uschakovia Kluge, 1946
- genre Virididentula Fehlauer-Ale, Winston, Tilbrook, Nascimento & Vieira, 2015
- genre Xenoflustra Moyano, 2011